# Ньосская астрономическая обсерватория
Ньосская астрономическая обсерватория — частная астрономическая обсерватория, основанная в 1998 году в швейцарской общине Ньоска (Тичино). В 1998 году ей был присвоен код Центра малых планет «143». В честь создателя и руководителя обсерватории Стефано Спозетти назван астероид (22354) Sposetti, открытый 31 октября 1992 года немецким астрономом Фраймутом Бёрнгеном в обсерватории Карла Шварцшильда.

## Инструменты обсерватории
- 40-см ньютоновский рефлектор (f/4);
- 20-см камера Бэйкер-Шмидт (f/2);
- 20-см Селестрон (f/10), Шмидт-Кассегрен.

## Направления исследований
- Поиск и астрометрия астероидов;
- астрометрия околоземных астероидов;
- фотометрия астероидов (построение кривых блеска);
- покрытия звезд астероидами;
- кометы;
- падение метеоритов на Луну (60 часов наблюдений, ни одного падения не зафиксировано);
- ИСЗ;
- гамма-всплески;
- экзопланеты;
- переменные звезды.

## Основные достижения
- Открытие 125 астероидов, из них более 100 новых малых планет из главного пояса астероидов получили постоянные номера (один из первых: 12931 Mario, и один из последних 164360);
- 1521 наблюдение околоземных астероидов;
- 9 положительных наблюдений покрытий звёзд астероидами за 10 лет (2000—2010).